# Heraklion
Heraklion (în greacă Ηράκλειον - Iraklion) este capitala insulei Creta, Grecia și cel mai mare oraș din această insulă.  La recensământul din 2011, populația este de 140.730 de locuitori, 151.324 de locuitori ocupând întreaga aglomerație urbană.  Orașul se întinde pe o suprafață de 120 km2.
Vechi nume: Candia (în latina) sau Al Handaq (în arabă).
Vestigiile palatului minoic din Cnossos, excavate și restaurate de arheologul englez Sir Arthur Evans, se află la cca 5 km sud-est de oraș. 
După recucerirea bizantină a Cretei, orașul a fost cunoscut pe plan local sub numele de Megalo Castro (Μεγάλο Κάστρο) - „Castelul Mare” în greacă.
În Candia (azi Heraklion) s-a născut marele pictor El Greco.
În oraș se află un aeroport internațional, numit după scriitorul Nikos Kazantzakis, născut în acest oraș.

## Personalități născute aici
- El Greco (1541 - 1614), pictor;
- Giorgos Grammatikakis (1939 - 2023), fizician.

## Orașe înfrățite
- Constanța, România
- Pernik, Bulgaria